# Makoše (Słowenia)
Makoše – wieś w Słowenii, w gminie Ribnica. W 2018 roku liczyła 5 mieszkańców.